# Станіслав Дзялинський
Станіслав Дзялинський (пол. Stanisław Działyński; 1547 — 1617/1618) — польський шляхтич, військовик, урядник часів Речі Посполитої.
Воєвода мальборкський, хелмінський, ельблонзький каштелян. Представник роду Дзялинських.
Помер у грудні 1617 року